# (24636) 1981 QM2
(24636) 1981 QM2 là một tiểu hành tinh vành đai chính. Nó được phát hiện bởi Henri Debehogne ở Đài thiên văn La Silla ở Chile ngày 27 tháng 8 năm 1981.